# 宇都宮陸軍飛行学校

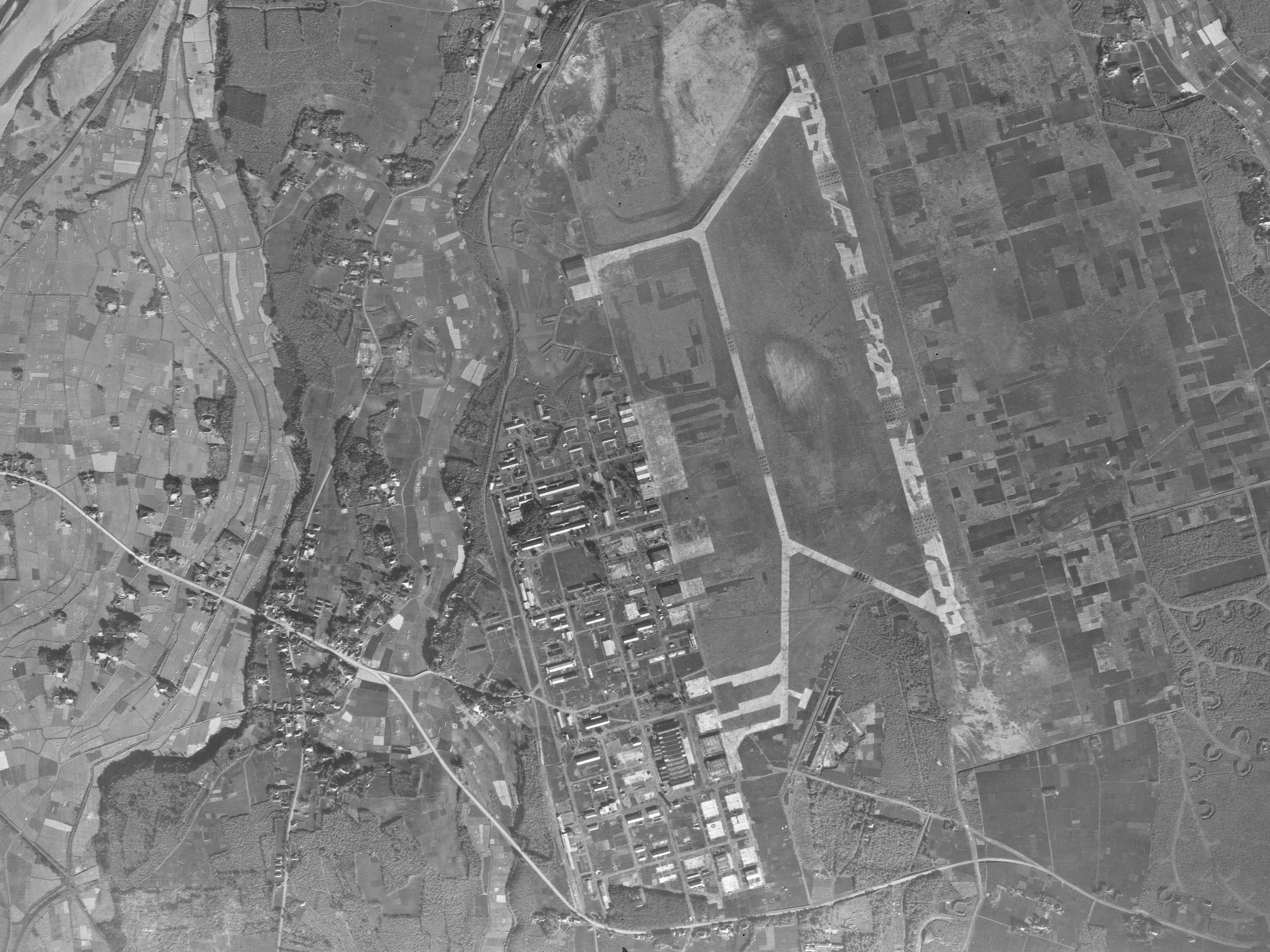
宇都宮陸軍飛行学校跡と宇都宮陸軍飛行場跡の空中写真（1947年）

宇都宮陸軍飛行学校（うつのみやりくぐんひこうがっこう）は、日本陸軍の軍学校のひとつ。飛行機操縦に従事する少年飛行兵となる生徒および少年飛行兵、あるいは将校・下士官学生その他に対し、主として飛行機の基本操縦教育を行った。1940年（昭和15年）10月に設立され、1944年（昭和19年）10月に廃止となった。学校本部および本校は栃木県芳賀郡清原村（現在の宇都宮市清原地区）に置かれ、ほかに各地に分教所があった。

## 沿革
宇都宮陸軍飛行学校は東京陸軍航空学校を卒業した操縦分科の陸軍少年飛行兵となる生徒、および同生徒の課程を修了して少年飛行兵を命じられた者に飛行機の基本操縦教育を行うことを主な目的として、1940年（昭和15年）9月13日公布、10月1日施行の宇都宮陸軍飛行学校令（勅令第577号）により開設された。
生徒は毎年2回入校させ、修業年限はおよそ1年間とされた。その他に憲兵を除く兵科将校・下士官を臨時に学生として「必要ノ修学ヲ為サシムルコト」も可能と学校令で定められた。1943年（昭和18年）10月からは特別操縦見習士官の教育も行った。
宇都宮陸軍飛行学校は本校の置かれた栃木県清原村のほかにも、各地に所在する陸軍飛行場に分教所を設置し教育を行った。分教所は時宜により様々な陸軍飛行場が指定あるいは指定外となっており、設置が固定されたものではなかった。下記は宇都宮陸軍飛行学校の分教所として使用されたことが確認できる陸軍飛行場である。
仙台陸軍飛行場（宮城県仙台市霞ノ目）、名取陸軍飛行場（別名は増田陸軍飛行場、宮城県名取郡下増田村）、磐城陸軍飛行場（福島県双葉郡熊町村）、那須野陸軍飛行場（栃木県那須郡黒磯町）、金丸原陸軍飛行場（栃木県那須郡金田村）、前橋陸軍飛行場（群馬県群馬郡堤ヶ岡村）、下館陸軍飛行場（茨城県真壁郡黒子村）、古河陸軍飛行場（茨城県猿島郡岡郷村）。
1944年（昭和19年）6月、満州国にあった白城子陸軍飛行学校が宇都宮陸軍飛行場に移転、宇都宮教導飛行師団として展開する。同年10月、軍令陸乙第47号により宇都宮陸軍飛行学校と同校の分教所で行われていた教育は熊谷陸軍飛行学校に移管された。学校の根拠となる宇都宮陸軍飛行学校令は1945年（昭和20年）4月18日施行の「陸軍航空本部令外三勅令中改正等ノ件」（勅令第228号）により廃止された。
学校本部および本校の廃止後の校舎・敷地は清原村へ払い下げられ、同村立清原中学校が移転し利活用された。

## 年譜
- 1940年（昭和15年）10月1日 - 宇都宮陸軍飛行場に開設。
- 1943年（昭和18年）10月 - 特別操縦見習士官の教育を開始。
- 1944年（昭和19年）6月 - 満州より移転した白城子陸軍飛行学校が宇都宮教導飛行師団に改編。
- 1944年（昭和19年）10月 - 教育を熊谷陸軍飛行学校に移管。
- 1945年（昭和20年）4月18日 - 宇都宮陸軍飛行学校令廃止。

## 歴代校長
- 尾関一郎 少将：1940年10月1日 - 1943年3月1日
- 加藤敏雄 大佐：1943年3月1日 - 1944年10月21日